# Maria van Beckum

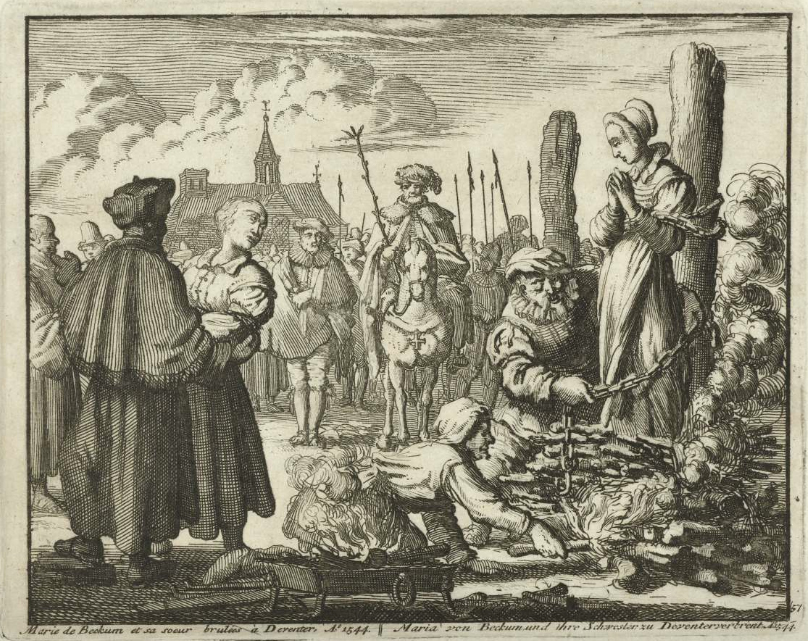
Maria van Beckum rechts, auf dem Scheiterhaufen

Maria van Beckum (geboren bei Markelo; gestorben 13. November 1544 in Delden) war eine niederländische Märtyrerin der Täuferbewegung, die wegen Ketzerei zum Scheiterhaufen verurteilt wurde.

## Leben
Maria van Beckum stammte aus einer Adelsfamilie aus Overijssel, die das Gut Kevelham bei Markelo und das Herrenhaus Nijenhuis bei Diepenheim besaß. Sie wurde wahrscheinlich im Mershuis bei Markelo geboren, aber nach dem Tod des älteren Bruders ihres Vaters im Jahr 1511 zog die Familie auf das Landgut Nijenhuis. Zu diesem Zeitpunkt war ihre Mutter vermutlich bereits gestorben und ihr Vater hatte erneut geheiratet. Die zweite Frau war Beatrix van de Hoeve. Maria van Beckum hatte einen Bruder, Johan Hendrik (Jan III) und eine Halbschwester Adriana. 1538 heiratete ihr Bruder Jan Ursula van Werdum, die Tochter des Häuptlings Ulrich von Werdum († 1530). Maria lebte bei ihrer Stiefmutter in Kevelham.

### Täufer
Van Beckum war eine Anhängerin von David Joris, einem der Führer der Täufer seit 1535. Neben dem Täuferreich von Münster (1534/1535) galt auch Deventer als Zentrum dieser Gruppe, unter anderem weil dort das „Wonderboek“ (1542) von David Joris gedruckt wurde. Die ungarische Regentin Maria von Ungarn forderte am 31. Mai 1544 auf, die Täufer und Anhänger von David Joris zu verhaften und hinzurichten. Als Belohnung sollten Informanten ein Drittel des Erlöses aus dem Besitz verurteilter Täufer erhalten. Maria van Beckum wurde von ihrer Stiefmutter wegen ihres Interesses an den Lehren der Täufer aus dem Haus geworfen und Maria fand Obdach bei ihrem Bruder Jan im Nijenhuis. Dort freundete sie sich mit ihrer Schwägerin Ursula van Werdum an und geriet unter Verdacht, Anhängerin der Täuferbewegung zu sein.

### Verhaftung
Juristische Dokumente sind über ihre Verhaftung und Verurteilung sowie über die ihrer Schwägerin Ursula van Werdum nicht erhalten geblieben, bekannt wurde ihre Geschichte aufgrund der Märtyrerlieder, die kurz nach ihrem Tod auf dem Scheiterhaufen in den Umlauf kamen. Der Gerichtsvollzieher von Twente, Goossen van Raesfelt, Herr von Twickel, wurde angewiesen, Maria van Beckum in Gewahrsam zu nehmen. Kurz nach dem 31. Mai 1544 wurde sie nachts aus ihrem Bett geholt und gefangen genommen. Ursula, die damals keiner Sympathie für die Täufer verdächtigt wurde, gab zu verstehen, dass sie aus „schwesterlicher Liebe“ mit ihr gehen wolle. Die Frauen wurden nach Deventer gebracht und dort vom Gouverneur von Overijssel, Maximiliaan van Egmond, und von „Bruder Grouwel“ zu ihrem Glauben befragt. Bei Letzterem handelt es sich vermutlich um Bernard Gruwel, den Dominikanerprior des Dominikanerklosters in Zwolle. Beide bestanden darauf, dass nur die Gläubigentaufe die einzige Taufe sei, die mit der Bibel im Einklang stehe. Sie glaubten auch, dass das Brot und der Wein der Eucharistie lediglich Zeichen, nicht aber wirklich Leib und Blut Jesu Christi sind. Letzteres wurde als schwere Häresie angesehen.
Danach wurden Maria und Ursula in das Haus Twickel in Delden verlegt, das Drost Goossen van Raesfelt gehörte. Dort wurden sie gut behandelt und aßen gelegentlich sogar mit dem Besitzer. Da Goossen van Raesfelt nicht wusste, wie er mit der Situation umgehen sollte, fragte er im Sommer die Ritterschaft und die Städte von Overijssel um Rat. Dies geht aus einem Brief der Staaten an Van Raesfelt vom 4. August 1544 hervor, in dem es heißt, dass die Stadt Deventer der Ansicht sei, dass er so handeln sollte, „wie er es vor Gott und der Welt rechtfertigen möchte“. Daraus lässt sich schließen, dass das Todesurteil vom Gericht in Deventer ausgesprochen wurde. Van Raesfelt hatte offenbar versucht, den Staaten ein anderes Urteil abzuringen, aber ihr Brief ist eine verschleierte Aufforderung, das Urteil jetzt zu vollstrecken.

### Vollstreckung des Urteils
Nachdem auch Maria von Ungarn am 9. September persönlich darauf bestanden hatte, dass der Gerichtsvollzieher von Twente diese Angelegenheit weiter verfolgen und gemäß den Erlassen handeln solle, beschloss Van Raesfelt, das Urteil zu vollstrecken. Am 13. November 1544 ließ er beide Frauen in das Galgenfeld gegenüber dem allgemeinen Friedhof zwischen Goor und Delden überführen. Neben dem Gerichtsvollzieher und Vertretern des Gerichts von Deventer waren auch ein oder zwei Gesandte des burgundischen Gerichts in Brüssel und ein Vertreter des Gerichts von Arnheim anwesend.
Der Überlieferung zufolge erlitten beide Frauen mit großem Mut den Tod durch das Feuer. Maria van Beckum wurde als erste auf den Scheiterhaufen geführt. Kurz vor ihrem Tod soll sie Bibeltexte rezitiert haben, und als der Henker fluchte, weil die Kette, mit der sie gefesselt war, nicht richtig saß, tadelte sie ihn: Er dürfe Gottes Namen nicht missbrauchen. Dann war ihre Schwägerin Ursula an der Reihe. Der Scheiterhaufen enthielt nasses Stroh, das beim Anzünden einen erstickenden Rauch abgab. Zur Abschreckung wurden die Leichen der zwei Frauen einen Monat oberirdisch aufbewahrt. Dies geht aus einem Brief hervor, den Jan van Beckum an seine Schwäger Hicko und Hero von Werdum am 11. Dezember geschrieben hat. Weiter schrieb er in diesem Brief, dass er über das Urteil nicht informiert worden sei und die Leichen der Frauen noch immer nicht begraben worden seien. Marias Besitz wurde von Karl V. konfisziert und 1555 dem Drost Goossen van Raesfelt als Lehen zugesprochen.

### Märtyrergeschichte
Der Tod von Maria und Ursula van Beckum gehört zu den bekanntesten Märtyrergeschichten der Täufer. Vermutlich auch, weil die edle Herkunft beider großen Eindruck gemacht haben. Es wurden mindestens fünf Lieder über das Ereignis verfasst. Ein erstes Lied erschien ein Jahr nach dem Tod auf Deutsch: „Ein new Lied von zweien jungfrawen vom Adell zu Delden, drey meil von Deventer vorbranth“. Im Jahr 1559 wurde erstmals die oft nachgedruckte Sammlung Veelderhande liedekens veröffentlicht, die das Lied über die Van Beckums enthielt: „Ich habe Kummer gehört/ Wie würde ich mich freuen.“ In der Ausgabe von Offer des Heeren aus dem Jahr 1563 war das Lied enthalten: „Ich will nun die Traurigkeit hinter mir lassen/ und mit Freude singen,/ bei Marie van Beckum nehme ich auf,/ die für Gottes Wort leiden musste.“ Beide niederländischen Lieder wurden später ins Deutsche übersetzt und in das noch heute verwendete Liederbuch Ausbundt (1583) aufgenommen.

### Nachwirkungen
Nach der Hinrichtung sollen sich Wunder ereignet haben. Die Leichen der Frauen sollten trotz des Feuers unverletzt geblieben sein. Über den Pfahl, an den sie gebunden waren, soll Maria van Beckum zuvor zu zwei mennonitischen Brüdern gesagt haben: „Der Pfahl, an den ich gebunden bin, wird später grün werden als Beweis dafür, dass ich für die Wahrheit leide.“ Und tatsächlich sahen sie später, wie aus dem Pfahl, an den sie gebunden war, grüne Triebe wuchsen. Noch im 19. Jahrhundert pflanzten die Mennoniten aus Hengelo jedes Jahr am 13. November einen grünen Zweig an der Hinrichtungsstätte. Im 20. Jahrhundert lieferte die Lebensgeschichte von Maria und Ursula Stoff für zwei Romane und sogar für ein Kinderbuch. Im Jahr 2013 benannte das Weingut Hof van Twente einen Wein nach den Damen: Jofferwijn.